# David Hedison
David Hedison o Al Hedison, pseudonimo di Albert David Hedison Jr. (Providence, 20 maggio 1927 – Los Angeles, 18 luglio 2019), è stato un attore statunitense.
Interprete di più di 150 personaggi cinematografici, televisivi e teatrali, negli anni cinquanta era conosciuto come Al Hedison. Nel 1959, in occasione del debutto nella serie televisiva Five Fingers, su suggerimento della NBC, adottò il nome d'arte David Hedison.
Divenne principalmente noto per il film L'esperimento del dottor K. e la serie Viaggio in fondo al mare, oltre per aver interpretato il personaggio di Felix Leiter nei film di James Bond Vivi e lascia morire e Vendetta privata.

## Biografia

### Gli esordi
Hedison decise di diventare un attore dopo che vide Tyrone Power nel film Sangue e arena (1941). Cominciò la sua carriera recitando con i Sock and Buskin Players alla Brown University, prima di trasferirsi a New York per studiare con Sanford Meisner e Martha Graham al Neighborhood Playhouse e con Lee Strasberg all'Actors Studio.

### Carriera teatrale
Il suo primo impegno sui palcoscenici di New York fu in una produzione off-Broadway, Un mese in campagna, diretto da Sir Michael Redgrave e con protagonista Uta Hagen. Hedison vinse un Theater World Award per la sua performance in un ruolo drammatico. In seguito, recitò con Anita Gillette nel Capitolo secondo di Neil Simon ed apparve nella West Coast première di Forty Deuce. Fu partner di Elizabeth Ashley in Come into My Parlour e recitò anche per Bernard Slade in Return Engagements. Hedison apparve anche in Alone Together, al Cape Playhouse nel 1998, con Anita Gillette. Fu protagonista alla New York City première in First Love, con Lois Nettleton. Ritornò al Cape Playhouse per apparire in Tale of the Allergist's Wife (2002) e la sua più recente apparizione teatrale fu al Monmouth University's Pollak Theatre nel 2007, in Lettere d'amore, con Nancy Dussault.

### Carriera cinematografica
Dopo il suo ruolo teatrale in A Month in the Country, Hedison firmò un contratto cinematografico con la 20th Century Fox, debuttando sul grande schermo nel film bellico Duello nell'Atlantico (1957), con protagonista Robert Mitchum. In seguito recitò nell'horror L'esperimento del dottor K. (1958), selezionato come uno dei "The Sci-Fi 100" in Entertainment Weekly, ovvero uno dei più grandi film del genere di fantascienza.
I suoi altri film includono Son of Robin Hood (1958), Avventura d'amore e di guerra (1961), Mondo perduto (1960) di Irwin Allen, La più grande storia mai raccontata (1965), Attacco: piattaforma Jennifer (1979), con Roger Moore, la mini-serie DC, 2012 - L'avvento del male (2001) e Spectres. Fu anche memorabile nel ruolo dell'alleato di James Bond, Felix Leiter, in due film di James Bond, Agente 007 - Vivi e lascia morire (1973) e 007 - Vendetta privata (1989).

### Carriera televisiva
La carriera di Hedison è stata principalmente televisiva. Nel 1961 fu protagonista, con Geraldine Brooks in un episodio di Bus Stop, dell'ABC, con Marilyn Maxwell. Hedison fu chiamato per il ruolo di agente di spionaggio che viaggiò il mondo come un talent scout di Hollywood, nel 16º episodio della serie Five Fingers. Seguì un ruolo come protagonista, il capitano Lee Crane, nella versione televisiva dell'ABC Viaggio in fondo al mare, di Irwin Allen, con Richard Basehart, che andò in onda per quattro anni. Hedison ebbe anche un ruolo semi-regolare ne I Colby.
Le sue principali apparizioni nelle serie televisive includono: Il Santo (con Roger Moore), Love Boat, Fantasilandia, Bob Newhart Show, Charlie's Angels, A-Team, Supercar, La signora in giallo, Wonder Woman e molte altre. Hedison interpretò anche il ruolo di Spencer Harrison nella telenovela americana Destini, dal 1991 al 1996. Nel 2004 lavorò in Febbre d'amore, nel ruolo di Arthur Hendricks.
Tra i suoi ultimi ruoli, da ricordare quello nel film The Reality Trap (2005).

## Vita privata
Il 29 giugno 1968 a Londra, Hedison si sposò con Bridget Mori, dalla quale ebbe due figlie, Alexandra Hedison,  attrice e regista, e Serena Hedison, produttrice. Come suo padre, Alexandra ha recitato da protagonista in L.A. Firefighters e The L Word, su Showtime.

## Filmografia parziale

### Cinema
- Duello nell'Atlantico (The Enemy Below), regia di Dick Powell (1957)
- L'esperimento del dottor K. (The Fly), regia di Kurt Neumann (1958)
- The Son of Robin Hood, regia di George Sherman (1958)
- Missili in giardino (Rally Round the Flag, Boys!), regia di Leo McCarey (1958) - voce, non accreditato
- Mondo perduto (The Lost World), regia di Irwin Allen (1960)
- Avventura d'amore e di guerra (Marines, Let's Go), regia di Raoul Walsh (1961)
- La più grande storia mai raccontata (The Greatest Story Ever Told), regia di George Stevens (1965)
- Kemek, regia di Theodore Gershuny (1970)
- Agente 007 - Vivi e lascia morire (Live and Let Die), regia di Guy Hamilton (1973)
- Attacco: piattaforma Jennifer (North Sea Hijack), regia di Andrew V. McLaglen (1979)
- A faccia nuda (The Naked Face), regia di Bryan Forbes (1984)
- Smart Alec, regia di Jim Wilson (1986)
- 007 - Vendetta privata (Licence to Kill), regia di John Glen (1989)
- Undeclared War, regia di Ringo Lam (1990)
- Fugitive Mind, regia di Fred Olen Ray (1999)
- Mach 2, regia di Fred Olen Ray (2000)
- 2012 - L'avvento del male (Megiddo: The Omega Code 2), regia di Brian Trenchard-Smith (2001)
- Spectres, regia di Phil Leirness (2004)
- The Reality Trap, regia di Michael Bergmann (2005)
- Superman and the Secret Planet, regia di Ted Newsom (2013)
- Confessions of a Teenage Jesus Jerk, regia di Eric Stoltz (2017)

### Televisione
- Five Fingers – serie TV, 16 episodi (1959-1960)
- Hong Kong – serie TV, episodio 1x15 (1961)
- Bus Stop – serie TV, episodio 1x11 (1961)
- Il Santo (The Saint) – serie TV, episodio 2x19 (1964)
- Viaggio in fondo al mare (Voyage to the Bottom of the Sea) – serie TV, 110 episodi (1964-1968)
- A Kiss Is Just a Kiss, regia di Alvin Rakoff – film TV (1971)
- The Man in the Wood, regia di Alan Gibson – film TV (1973)
- The Cat Creature, regia di Curtis Harrington – film TV (1973)
- Il club del crimine (Crime Club), regia di David Lowell Rich – film TV (1973)
- The Compliment, regia di John Jacobs – film TV (1974)
- Morte allo stadio del ghiaccio (The Lives of Jenny Dolan), regia di Jerry Jameson – film TV (1975)
- For the Use of the Hall, regia di Rick Bennewitz e Lee Grant – film TV (1975)
- Adventures of the Queen, regia di David Lowell Rich – film TV (1975)
- The Art of Crime, regia di Richard Irving – film TV (1975)
- Ellery Queen – serie TV, episodio 1x14 (1976)
- Murder in Peyton Place, regia di Bruce Kessler – film TV (1977)
- Charlie's Angels – serie TV, episodi 3x13-5x09 (1978-1981)
- Fantasilandia (Fantasy Island) – serie TV, 6 episodi (1978-1984)
- Colorado C.I., regia di Virgil W. Vogel – film TV (1978)
- The Power Within, regia di John Llewellyn Moxey – film TV (1979)
- Kenny Rogers as The Gambler: The Adventure Continues, regia di Dick Lowry – film TV (1983)
- A-Team (The A-Team) – serie TV, episodio 4x09 (1985)
- I Colby (The Colbys) – serie TV, 9 episodi (1985-1987)
- La signora in giallo (Murder, She Wrote) – serie TV, episodi 2x21-5x21-5x22 (1986-1989)
- Destini (Another World) – soap opera, 72 puntate (1991-1995)
- Febbre d'amore (The Young and the Restless) – soap opera, 50 puntate (2004)

## Doppiatori italiani
- Sergio Fantoni in L'esperimento del dottor K.
- Gualtiero De Angelis in Mondo perduto
- Luciano De Ambrosis in Agente 007 - Vivi e lascia morire
- Sergio Di Stefano in 007 - Vendetta privata